# Bijzondere verbeurdverklaring
Bijzondere verbeurdverklaring, in het Belgisch strafrecht, is de rechterlijke beslissing die het eigendomsrecht over bepaalde zaken die verband houden met een misdrijf aan de veroordeelde ontneemt.

Er wordt over bijzondere verbeurdverklaring gesproken aangezien de (algemene) verbeurdverklaring verboden is op basis van artikel 17 van de Belgische Grondwet.

## De gewone verbeurdverklaring
De verbeurdverklaring is een bijkomende straf en gaat steeds gepaard met een hoofdstraf.
De bijzondere verbeurdverklaring wordt bepaald in artikel 42 Sw. en volgende. Volgens dat wetsartikel wordt deze maatregel toegepast op volgende zaken:
- op de zaken die het voorwerp van het misdrijf uitmaken (bijvoorbeeld vervalste documenten, een vals paspoort)
- op de zaken die gediend hebben of bestemd waren om het misdrijf te plegen (bijvoorbeeld inbrekersmateriaal, wapens, vluchtauto)
- op de zaken die uit het misdrijf voortkomen (bijvoorbeeld vals geld, vals schilderij)

## De verbeurdverklaring van vermogensvoordelen
Het doel hier is om de onrechtmatige voordelen die uit het misdrijf werden verkregen aan de dader te ontnemen.
Bijvoorbeeld voordelen rechtstreeks uit misdrijf verkregen (prijs opgestreken door huurmoordenaar), zaken en waarden die in de plaats zijn gesteld van de voordelen (zaken die met gestolen geld zijn aangekocht) en inkomsten uit de belegde vermogensvoordelenop de vermogensvoordelen die rechtstreeks uit het misdrijf zijn verkregen (bijvoorbeeld interesten, opbrengst uit drughandel)

## De verruimde voordeelsontneming
Met de zogenaamde Kaalplukwet van 19 december 2002 werd de verbeurdverklaring uitgebreid op vermoedelijke vermogensvoordelen, verworven uit andere misdrijven waarvoor men werd veroordeeld. 

Indien de politie een tegenstrijdigheid vaststelt tussen de legale inkomsten en het vermogen (of levensstandaard) van een verdachte, dan kan zij beslag leggen op het verdachte vermogen. Het is dan aan de verdachte om de (legale) oorsprong van het vermogen te bewijzen.

Bovendien kan het 'vermoedelijk crimineel vermogen' berekend worden en kan de Procureur beslag leggen op allerlei goederen totdat het bedrag van het berekende crimineel vermogen is bereikt. (bijvoorbeeld beslag leggen op dure sportwagens, aangekocht met de winst van drughandel)

Ten slotte kan door de politie twee jaar na afsluiten van een dossier nog een vermogensonderzoek gevoerd worden.